# Г'ю Даудінг
Г'ю Касвол Тременгір Даудінг, (24 квітня 1882 — 15 лютого 1970) — британський воєначальник, маршал авіації, командуючий командування винищувачами Королівських ВПС під час Битви за Британію і йому приписують вирішальну роль у успіху оборони Британії, і відповідно, відміні плану Адольфа Гітлера «Зеельове» по вторгненню до Британії.
Під час битви за Британію під час Другої світової війни командування винищувачів Даудінга успішно захистило Великобританію від атак Люфтваффе завдяки його розумному управлінню ресурсами Королівських ВПС і ретельній попередній побудові системи протиповітряної оборони Британії. Згодом він вступив у конфлікт із прихильниками тактики «Великого Крила» (тактика передбачала зустріч наближених бомбардувальників Люфтваффе силою в три-п'ять ескадрилій, вишикуваних у формі крила), що разом із невдалою нічною обороною RAF під час бліцу призвело до його відставки у листопаді 1940 року.

## Військова кар'єра
Даудінг отримав звання лейтенанта 8 травня 1902 року, під час служби у гарнізонній артилерії на Гібралтарі; потім служив на Цейлоні та в Гонконзі, перш ніж його відправили до гірської артилерійської батареї в Індії в 1904 році. Після повернення до Сполученого Королівства він навчався в армійському штабному коледжі у Камберлі в 1912 році, а 18 серпня 1913 року отримав звання капітана, а ще пізніше, того ж року, був відправлений у артилерію Королівського гарнізону на острові Вайт.
Зацікавившись авіацією, Даудінг отримав сертифікат авіатора № 1.711 19 грудня 1913 року на біплані Vickers. Потім він навчався в Центральній льотній школі, де отримав відповідний льотний сертифікат. Незважаючи на те, що Даудінг був внесений до резервного списку Королівського льотного корпусу (RFC), він спробував повернутись на острів Вайт, щоб відновити свої обов'язки в артилерії королівського гарнізону. Однак це відрядження було недовгим, і в серпні 1914 року він повертається до RFC як пілот 7-ї ескадрильї.

### Перша світова війна
У жовтні 1914 року Даудінг перейшов до ескадрильї № 6, а потім, після двох тижнів роботи штабним офіцером у Франції на Західному фронті, став командиром ескадрильї № 9, а потім ескадрильї № 6. У березні 1915 року він став командиром Wireless Experimental Establishment у Бруклендсі, а в липні 1915 року став командиром ескадрильї № 16, яка базувалася в Ла Горгу на півночі Франції.
Після битви на Соммі Даудінг йдучи наперекір думці генерала Г'ю Тренчарда, командувача RFC, просить давати пілотам більше часу відпочивати та для відновлення сили. Ця його тактика проявиться під час Битви за Британію — в більшості битв брали участь відносно невеликі групи британських винищувачів. За це Давнінга багато критикували, однак, ймовірно ця тактика дозволила зберегти сили для вирішальних битв.
У вересні 1915 року молодший пілот Дункан Ґріннелл-Мілн приєднався до ескадрильї № 16 під керівництвом Даунінга. Роками пізніше він опублікує мемуари про час, проведений в ескадрильї, в яких критикуватимк Даудінга за те, що він був «занадто стриманим і відстороненим від своїх підлеглих», хоча і ефективним командиром.
Підвищений до майора 30 грудня 1915 року, Даудінг був відкликаний до Англії в січні 1916 року, і, отримавши звання підполковника 1 лютого 1916 року, отримує командування 7 авіакрилом у Фарнборо пізніше того ж місяця. У червні 1916 року він перейшов до командування 9-го авіакрила у Ф'янвілле. Повернувшись до Англії, він отримав звання полковника 1 січня 1917 року після призначення командувачем Південної групи та невздовзі підвищений до бригадного генерала 23 червня 1917 року перед тим, як у серпні 1917 року йому було передано командування Південною навчальною бригадою. У квітні 1918 року його відправили до Йорка на посаду головного офіцера штабу — старшого адміністративного офіцера Королівських ВПС у регіоні 1 січня 1919 року він був нагороджений орденом Святого Михайла і Святого Георгія

### Міжвоєнні роки
З січня 1922 року він отримав звання комадора авіації і служив головним офіцером штабу внутрішньої зони в Аксбріджі з лютого 1922 року до серпня 1924 року, коли був призначений головним офіцером штабу командування Королівських ВПС в Іраку.
Даудінг був досвідченим лижником, переможцем першого в історії національного чемпіонату зі слалому та президентом лижного клубу Великої Британії з 1924 по 1925 рік
У липні 1936 року Даудінг був призначений командувачем новоствореного винищувального командування Королівських ВПС, і він був, мабуть, єдиною важливою особою в Британії, а можливо, і в усьому світі, яка тоді не погоджувалася із доктриною тодішнього британського прем'єр-міністра Стенлі Болдуїна 1932 року про те, що «Бомбардувальник завжди прорветься». Для доказу своєї позиції він задумав і керував розробкою системи контролю повітряного простору. Вона складалася з інтегрованої системи протиповітряної оборони, яка включала:
- радар (потенціал якого Даудінг оцінив одним з перших);
- спостерігачів (включаючи Королівський корпус спостережень), які заповнили ключові прогалини в тому, що радар не міг виявляти у той час (перші радіолокаційні системи, наприклад, не надавали точної інформації про висоту наближення німецьких літаків);
- планування вильоту винищувачів перехоплення;
- радіозв'язок з винищувачами.

У багатьох випадках вся мережа була з'єднана спеціальними телефонними кабелями, закопаними досить глибоко, щоб забезпечити захист від бомбардувань. Центр мережі був у Bentley Priory, переобладнаному заміському будинку на околиці Лондона. Пізніше система в цілому стала відома як система наземного контролю перехоплення, прообраз сучасних АСУ ППО.
Даудінг також поставив на озброєння сучасні літаки в довоєнний період, у тому числі восьмигарматний Spitfire і Hurricane.
Йому також приписують боротьбу з Міністерством авіації, завдяки чому винищувачі були оснащені куленепробивним вітровим склом.
1 січня 1937 року його підвищили до головного маршала авіації і 23 січня 1937 року нагородили орденом Королівського Вікторіанського Великого Хреста

### Друга світова війна

#### Битва за Британію

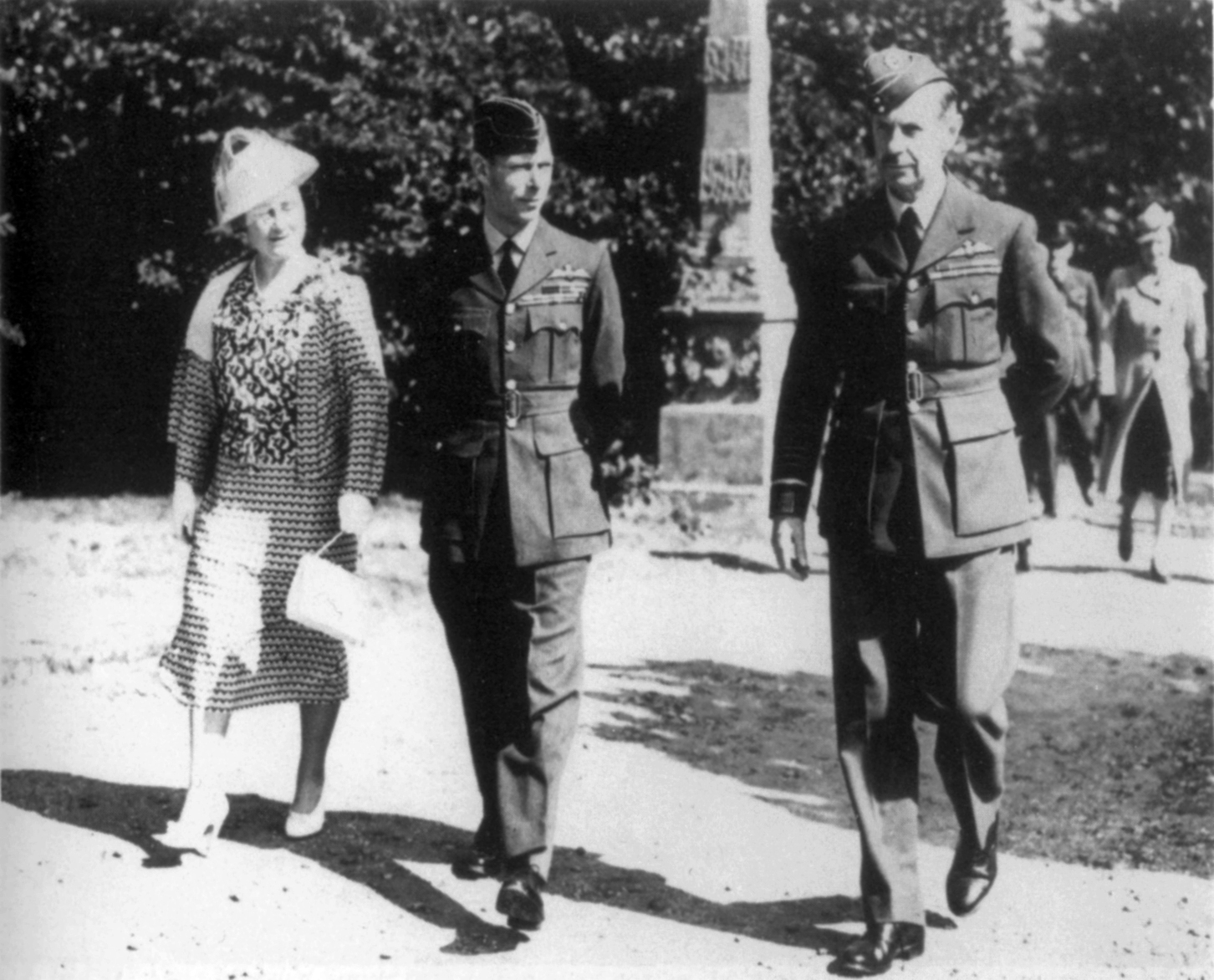
Королева Єлизавета і король Георг VI з Даудінгом у 1940 році

Під час обговорення його відставки в червні 1939 року Даудінгу було запропоновано залишитися на посаді до березня 1940 року через напружену міжнародну ситуацію. Йому знову дозволили продовжувати службу під час важливої битви за Британію, спочатку до липня, а потім до листопада 1940 року
У 1940 році Даудінг, якого його люди прозвали «Стаффі» (англ. Stuffy) за нібито відсутність гумору, абсолютно не проявляв бажання жертвувати літаками та пілотами, в спробах допомогти військам союзників під час битви за Францію. Він разом зі своїм безпосереднім начальником сером Сирілом Ньюволлом, тодішнім начальником штабу авіації, протистояв неодноразовим намаганням Вінстона Черчилля послабити оборону країни, відправивши дорогоцінні ескадрильї до Франції. Коли опір союзників у Франції зазнав краху, він тісно співпрацював з віце-маршалом авіації Кейтом Парком, командиром 11-ї винищувальної групи, в організації прикриття евакуації з Дюнкерка британського експедиційного корпусу.
Протягом літа та осені 1940 року під час Битви за Британію винищувальне командування Даудінга протистояло атакам Люфтваффе. Крім критичної важливості загальної системи інтегрованої протиповітряної оборони, яку він розробив для командування винищувальної авіації, його внесок полягав і у розподілі ресурсів за лаштунками (включаючи заміну літаків і екіпажів) і підтримці значного резерву винищувачів, залишаючи своїм підлеглим розв'язані руки для безпосереднього детального керування боєм.
Даудінг був відомий своєю скромністю та великою щирістю. Пілоти командування винищувачів почали характеризувати Даудінга як людину, яка піклується про своїх людей і дбає про їхні інтереси.
Завдяки його блискучій ретельній підготовці британської протиповітряної оборони до німецького нападу та розумному управлінню своїми ресурсами під час бою Даудінгу сьогодні загалом приписують перемогу Британії в битві за Британію.
Даудінг пішов у відставку з Королівських військово-повітряних сил у липні 1942 року.

## Смерть
Даудінг помер у своєму будинку в графстві Кент, 15 лютого 1970 року. Його тіло було кремовано, а прах поміщено під вікном меморіалу «битви за Британію» в каплиці Королівських ВПС у Вестмінстерському абатстві.

## Зображення в ЗМІ
У фільмі 1956 року «Дотягнутися до неба» роль Даудінга зіграв Чарльз Карсон.
У фільмі «Битва за Британію» 1969 року Даудінга зіграв Лоуренс Олів'є. Сам Олів'є служив пілотом у авіації флоту Королівського флоту під час Другої світової війни. Під час зйомок влітку 1968 року, 86-річний і прикутий до інвалідного візка через важкий артрит, Даудінг відвідав знімальний майданчик на аеродромі Хокінг у Кенті. Олів'є сказав Даудінгу, що він сидів за столом останнього цілий день, «прикидаючись тобою», і «теж робив жахливий безлад», на що Даудінг відповів: «О, я впевнений, що тобі це точно вдалось».
У фільмі «Mission of Honor» 2018 року Даудінга зіграв британський актор Ніколас Фаррелл.